# Fokker T.IV
De Fokker T-IV / T-IVa is een door Fokker gebouwde verkenningsbommenwerper uit 1926 voor gebruik door de M.L.D. in het voormalige Nederlands-Indië.
In 1926 had de Marine Luchtvaart Dienst (M.L.D.) van Nederlands-Indië behoefte aan een lange afstand verkenningsbommenwerper. In datzelfde jaar werd er aan Fokker een opdracht gegeven voor het ontwikkelen van het nieuwe toestel. Het moest in ieder geval worden uitgevoerd als drijvervliegtuig.
Het ontwerp werd aangeduid als de Fokker T-IV. In juni 1927 vond de eerste vlucht plaats. Het toestel werd geregistreerd als T-1. Na een aantal testvluchten werd het toestel overgedragen aan de M.L.D. De testvluchten bij de M.L.D. verliepen voorspoedig en naar aanleiding hiervan werden nog elf toestellen besteld. Deze toestellen kregen de registratie T-2 t/m T-12. De toestellen werden tussen 1928 en 1930 geleverd. De bemanning bestond uit vier man. De keuze voor de motoren viel op twee Lorraine Dietriechs van 450 pk. De maximumsnelheid met deze motoren bedroeg 200 km/uur.
Tegen het midden van de jaren dertig ontstond de behoefte aan een verbeterde uitvoering. Fokker ontwikkelde een nieuwere uitvoering van de T-IV. Dit toestel werd aangeduid als de T-IVa. De verbeteringen die werden doorgevoerd bestonden onder andere uit het plaatsen van krachtiger motoren en het toevoegen van een overdekte cockpit en geschutskoepels. De M.L.D. bestelde in 1935 zes van deze nieuwe toestellen. Een jaar later werden er hier nog zes aan toegevoegd. De registratie liep van T-13 t/m T-24.
Vanaf het moment dat deze nieuwe uitvoering in operationele dienst werd genomen werden de T-IV’s langzaam uit dienst genomen. De T-1 was op 16 oktober 1937 reeds verongelukt. De T-13 verongelukte op 12 oktober 1937. De T-IVa kon tevens als torpedobommenwerper worden ingezet. De T-23 en T-24 zijn voordat ze naar Indië vertrokken nog anderhalf jaar in Nederland gebleven. Hier werden ze gebruikt voor het oefenen van het afwerpen van torpedo’s. De toestellen konden ook worden gebruikt voor het leggen van een rookgordijn. De T-14 verongelukte op 26 mei 1941 tijdens het uitvoeren van een dergelijke vlucht.
Op 8 december 1941 waren er nog tien T-IVa’s in dienst bij de M.L.D. De toestellen waren tegen die tijd niet meer in staat om operationeel ingezet te worden. Op 1 maart 1942 kregen de overgebleven toestellen opdracht om naar een schuilplaats nabij Modjekerto te vliegen. De oorlog in Indië liep toen al tegen het einde en de volgende dag werden de toestellen door de bemanning in brand gestoken.